# 腓特烈·金特 (施瓦茨堡親王)
腓特烈·金特（Friedrich Günther，1901年3月5日—1971年11月9日），施瓦茨堡家族首領，前任家族首領西佐与安哈尔特公主亞歷山德拉的独子。
1938年4月7日，腓特烈·金特在亨利库夫与萨克森-魏玛-艾森纳赫末代大公威廉·恩斯特的长女索菲公主结婚，同年离婚，没有子嗣。
1971年，随着腓特烈·金特的去世，施瓦茨堡亲王家族绝嗣。他的姐姐玛丽·安东妮根据半萨利克法继承施瓦茨堡，成为施瓦茨堡女亲王。